# Neoege nareul bonaenda
Pour plus de détails, voir Fiche technique et Distribution.
Neoege nareul bonaenda (너에게 나를 보낸다) est un film sud-coréen réalisé par Jang Sun-woo, sorti en 1994.

## Synopsis
Un écrivain pris dans une affaire de plagiat entame une liaison avec une femme avec laquelle il s'est connecté dans ses rêves.

## Fiche technique
- Titre : Neoege nareul bonaenda
- Titre original : 너에게 나를 보낸다
- Titre anglais : To You from Me
- Réalisation : Jang Sun-woo
- Scénario : Koo Sung-joo et Jang Sun-woo d'après le roman de Chang Jung-il
- Musique : Kang San-eh
- Photographie : You Yong-kil
- Montage : Kim Hyeon
- Production : Yoo In-taek
- Société de production : Keyweckshide Pictures
- Pays :  Corée du Sud
- Genre : Drame et érotique
- Durée : 107 minutes
- Dates de sortie : 
  -  Corée du Sud : 1er octobre 1994

## Distribution
- Moon Sung-keun : « Moi »
- Jeong Seon-kyeong : Ba-ji, la femme
- Yeo Kyun-dong : l'employé de banque
- Kim Boo-seon : Ma-dam
- Choe Jae-yeong : Baek Hyeon-du
- Gong Hyo-seok : Hyeon Jin-bal
- An Jin-hyeong : Saek An-gyeong
- Choi Sun-joong : Lee Jeong-bak

## Distinctions
Le film a été nommé au Blue Dragon Film Award du meilleur film.